# یونیسکی کسادا
یونیِسکی کِسادا پـِرِس (اسپانیایی: Yuniesky Quezada Pérez‎؛ زادهٔ ۳۱ ژوئیهٔ ۱۹۸۴ در ویا کلارا)، استادبزرگ شطرنج اهل کوبا است.
او چهارمین شطرنج‌باز کوبایی است که بنابر فهرست ژوئیه ۲۰۱۰ فیده، از ریتینگ الو ۲۶۰۰ پیشی گرفته است.
کسادا مقام نخست مسابقات قهرمانی شطرنج کوبا را در ۲۰۰۸ و ۲۰۱۱ میلادی به‌دست‌آورد.